# Dmitrij Trunenkov
Dmitrij Trunenkov (ryska: Дмитрий Вячеславович Труненков), född den 19 april 1988, är en rysk bobåkare.
Han tog OS-guld i herrarnas fyrmanna i samband med de olympiska bobtävlingarna 2014 i Sotji.